# ألبرتو كرسبو
ألبرتو كرسبو (بالإسبانية: Alberto Crespo)‏ هو مهندس أرجنتيني، ولد في 16 يناير 1920 في بوينس آيرس في الأرجنتين، وتوفي بنفس المكان في 14 أغسطس 1991.